# A lyga 2007
L'edizione 2007 della A lyga fu la diciottesima del massimo campionato lituano dal ritorno all'indipendenza; vide la vittoria finale dell'FBK Kaunas, giunto al suo 8º titolo.
Capocannoniere del torneo fu Povilas Lukšys (Ekranas Panevėžys), con 26 reti.

## Formato
Le squadre rimasero 10: la retrocessa Šilutė fu ripescata per la rinuncia dell'Alytis Alytus, mentre il Nevėžis fu sostituito dal neo promosso Interas.
Le 10 squadre si affrontarono in un doppio turno di andata e ritorno, per un totale di 36 partite per squadra. Solo l'ultima classificata retrocesse.

## Classifica finale
|                     | Pos. | Squadra    | Pt | G  | V  | N  | P  | GF | GS  | DR   |
| ------------------- | ---- | ---------- | -- | -- | -- | -- | -- | -- | --- | ---- |
| Lituania (bandiera) | 1.   | FBK Kaunas | 83 | 36 | 25 | 8  | 3  | 91 | 26  | +65  |
|                     | 2.   | Sūduva     | 68 | 36 | 20 | 8  | 8  | 66 | 34  | +32  |
|                     | 3.   | Ekranas    | 66 | 36 | 19 | 9  | 8  | 83 | 36  | +47  |
|                     | 4.   | Žalgiris   | 64 | 36 | 18 | 10 | 8  | 64 | 34  | +30  |
|                     | 5.   | Vėtra      | 61 | 36 | 18 | 7  | 11 | 55 | 30  | +25  |
|                     | 6.   | Atlantas   | 45 | 36 | 13 | 6  | 17 | 54 | 45  | +9   |
|                     | 7.   | Vilnius    | 45 | 36 | 13 | 6  | 17 | 54 | 63  | -9   |
|                     | 8.   | Šiauliai   | 45 | 36 | 13 | 6  | 17 | 47 | 50  | -3   |
|                     | 9.   | Šilutė     | 22 | 36 | 6  | 4  | 26 | 28 | 86  | -58  |
|                     | 10.  | Interas    | 8  | 36 | 2  | 2  | 32 | 16 | 154 | -138 |

### Verdetti
- FBK Kaunas Campione di Lituania 2007.
- Interas Visaginas retrocesso I lyga, a seguito di fallimento ripartì dalla quarta serie.